# Byron Bitz
Byron John Bitz, född 21 juli 1984 i Saskatoon, är en kanadensisk före detta professionell ishockeyforward som tillbringade tre säsonger i den nordamerikanska ishockeyligan National Hockey League (NHL), där han spelade för ishockeyorganisationerna Boston Bruins, Florida Panthers och Vancouver Canucks. Han producerade 22 poäng (tio mål och tolv assists) samt 65 utvisningsminuter på 97 grundspelsmatcher. Bitz spelade även för Providence Bruins och Chicago Wolves i American Hockey League (AHL) och Cornell Big Red (Cornell University) i National Collegiate Athletic Association (NCAA).
Han draftades av Boston Bruins i fjärde rundan i 2003 års draft som 107:e spelare totalt.

## Statistik
| Källa:      | Källa:             | Källa:      |                                                            | Grundserie                                                 | Grundserie                                                 | Grundserie                                                 | Grundserie                                                 | Grundserie                                                 |                                                            | Slutspel                                                   | Slutspel                                                   | Slutspel                                                   | Slutspel                                                   | Slutspel |
| Säsong      | Lag                | Liga        | Matcher                                                    | Mål                                                        | Assist                                                     | Poäng                                                      | Utv                                                        | Matcher                                                    | Mål                                                        | Assist                                                     | Poäng                                                      | Utv                                                        |                                                            |          |
| ----------- | ------------------ | ----------- | ---------------------------------------------------------- | ---------------------------------------------------------- | ---------------------------------------------------------- | ---------------------------------------------------------- | ---------------------------------------------------------- | ---------------------------------------------------------- | ---------------------------------------------------------- | ---------------------------------------------------------- | ---------------------------------------------------------- | ---------------------------------------------------------- | ---------------------------------------------------------- | -------- |
| 2000–2001   | Saskatoon Contacts | SMAAAHL     | 40                                                         | 17                                                         | 35                                                         | 52                                                         | —                                                          | —                                                          | —                                                          | —                                                          | —                                                          | —                                                          |                                                            |          |
| 2001–2002   | Saskatoon Contacts | SMAAAHL     | 41                                                         | 25                                                         | 48                                                         | 73                                                         | 69                                                         | 11                                                         | 12                                                         | 10                                                         | 22                                                         | 9                                                          |                                                            |          |
| 2002–2003   | Nanaimo Clippers   | BCHL        | 58                                                         | 27                                                         | 46                                                         | 73                                                         | 59                                                         | —                                                          | —                                                          | —                                                          | —                                                          | —                                                          |                                                            |          |
| 2003–2004   | Cornell Big Red    | NCAA        | 31                                                         | 5                                                          | 16                                                         | 21                                                         | 36                                                         | —                                                          | —                                                          | —                                                          | —                                                          | —                                                          |                                                            |          |
| 2004–2005   | Cornell Big Red    | NCAA        | 29                                                         | 5                                                          | 10                                                         | 15                                                         | 20                                                         | —                                                          | —                                                          | —                                                          | —                                                          | —                                                          |                                                            |          |
| 2005–2006   | Cornell Big Red    | NCAA        | 35                                                         | 10                                                         | 18                                                         | 28                                                         | 52                                                         | —                                                          | —                                                          | —                                                          | —                                                          | —                                                          |                                                            |          |
| 2006–2007   | Cornell Big Red    | NCAA        | 29                                                         | 8                                                          | 16                                                         | 24                                                         | 49                                                         | —                                                          | —                                                          | —                                                          | —                                                          | —                                                          |                                                            |          |
| 2007–2008   | Providence Bruins  | AHL         | 61                                                         | 13                                                         | 14                                                         | 27                                                         | 70                                                         | 10                                                         | 1                                                          | 1                                                          | 2                                                          | 6                                                          |                                                            |          |
| 2008–2009   | Boston Bruins      | NHL         | 35                                                         | 4                                                          | 3                                                          | 7                                                          | 18                                                         | 5                                                          | 1                                                          | 1                                                          | 2                                                          | 2                                                          |                                                            |          |
|             | Providence Bruins  | AHL         | 37                                                         | 3                                                          | 7                                                          | 10                                                         | 68                                                         | —                                                          | —                                                          | —                                                          | —                                                          | —                                                          |                                                            |          |
| 2009–2010   | Boston Bruins      | NHL         | 45                                                         | 4                                                          | 5                                                          | 9                                                          | 31                                                         | —                                                          | —                                                          | —                                                          | —                                                          | —                                                          |                                                            |          |
|             | Florida Panthers   | NHL         | 7                                                          | 1                                                          | 1                                                          | 2                                                          | 2                                                          | —                                                          | —                                                          | —                                                          | —                                                          | —                                                          |                                                            |          |
| 2010–2011   | Florida Panthers   | NHL         | Spelade ej på grund av komplikationer med bukväggssvaghet. | Spelade ej på grund av komplikationer med bukväggssvaghet. | Spelade ej på grund av komplikationer med bukväggssvaghet. | Spelade ej på grund av komplikationer med bukväggssvaghet. | Spelade ej på grund av komplikationer med bukväggssvaghet. | Spelade ej på grund av komplikationer med bukväggssvaghet. | Spelade ej på grund av komplikationer med bukväggssvaghet. | Spelade ej på grund av komplikationer med bukväggssvaghet. | Spelade ej på grund av komplikationer med bukväggssvaghet. | Spelade ej på grund av komplikationer med bukväggssvaghet. | Spelade ej på grund av komplikationer med bukväggssvaghet. |          |
| 2011–2012   | Vancouver Canucks  | NHL         | 10                                                         | 1                                                          | 3                                                          | 4                                                          | 14                                                         | 1                                                          | 0                                                          | 0                                                          | 0                                                          | 15                                                         |                                                            |          |
|             | Chicago Wolves     | AHL         | 24                                                         | 2                                                          | 7                                                          | 9                                                          | 11                                                         | 3                                                          | 0                                                          | 1                                                          | 1                                                          | 2                                                          |                                                            |          |
| NHL totalt  | NHL totalt         | NHL totalt  | 97                                                         | 10                                                         | 12                                                         | 22                                                         | 65                                                         | 6                                                          | 1                                                          | 1                                                          | 2                                                          | 17                                                         |                                                            |          |
| AHL totalt  | AHL totalt         | AHL totalt  | 122                                                        | 18                                                         | 28                                                         | 46                                                         | 149                                                        | 13                                                         | 1                                                          | 2                                                          | 3                                                          | 8                                                          |                                                            |          |
| NCAA totalt | NCAA totalt        | NCAA totalt | 124                                                        | 28                                                         | 60                                                         | 88                                                         | 157                                                        | —                                                          | —                                                          | —                                                          | —                                                          | —                                                          |                                                            |          |